# Penny (Magyarország)
A Penny a németországi REWE-csoporthoz tartozó diszkontáruház-lánc, mely jelenleg mintegy 3000 üzletet működtet Európa-szerte. Magyarországon a Penny Market Kft. 238 üzlettel rendelkezik. Az áruházlánc magyarországi első üzletét 1996. június 6-án, Szentesen nyitotta meg. Magyarországi székhelye Alsónémediben található.
A Coface CEE Top500 rangsor szerint 2021-ben és 2022-ben Magyarország 40., illetve 38. és Közép- és Kelet-Európa 289., illetve 326. legnagyobb forgalmú vállalata.

## A Penny története Magyarországon

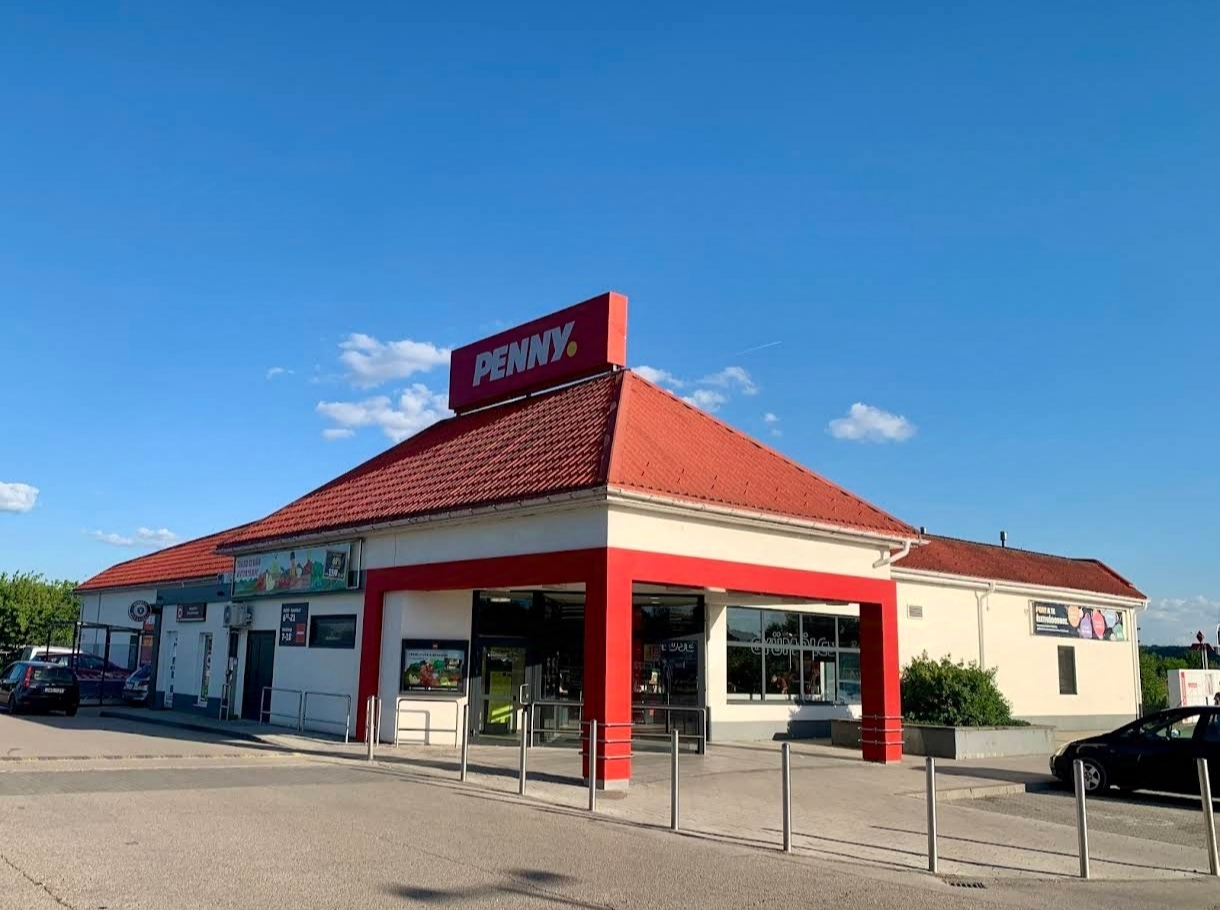
A Penny üzlete Érden

A Penny-Market Kereskedelmi Korlátolt Felelősségű Társaságot (rövidített elnevezése: Penny-Market Kft.)  1994. augusztus 10-én alapították. A cég székhelye 2019-től Alsónémedi, Penny utca 2.
A cég a negyedik diszkontláncként jelent meg Magyarországon a Profi, a Plus és a Jééé diszkontláncok után. Utóbbiak úgynevezett soft-diszkontláncok voltak, amelyek elsősorban a termékkihelyezés leegyszerűsítésében, a kevesebb alkalmazott foglalkoztatásában voltak érdekeltek. Ezek az üzletláncok Magyarországról időközben kivonultak. A Jééé 2000-ben (üzletei Match, illetve Smatch üzletekké váltak, jelenleg főleg CBA és Coop Szuper üzletekként működnek tovább), a Plus 2008-ban (főleg a Spar üzemelteti őket tovább), valamint a Profi 2012-ben (ezeket szintén főleg a CBA és a Coop Szuper láncok integrálták magukba).

### A logó fejlődése

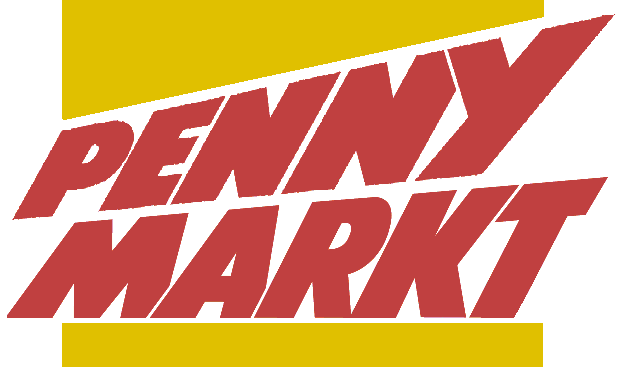
A logó 1996 és 2000 között
A logó 2000 és 2021 (külföldön 2012-ig)
A logó kb. 2021 óta (külföldön 2012 óta)

A cég 2021 májusában bejelentette, hogy a PENNY MARKET feliratot tartalmazó logója helyett a jövőben áttér a PENNY szót és mellette egy arany színű pontot tartalmazó logó használatára. A PENNY MARKET márkanév tehát PENNY-re változik. Nem a cég neve változik tehát, hanem a logóból eltűnik a MARKET szó, fokozatosan.

## Az üzletek elrendezése
Üzletei teljesen egységes képet mutatnak, ez segíti az üzletekben való tájékozódást is. A József körúti és a Király utcai üzletek kivételével mindegyik áruház saját parkolóval rendelkezik. A bevásárlást több üzletben csak bevásárlókocsival lehet bonyolítani, de több üzletben vannak gurítható bevásárlókosaraik is.

## Hűségprogram
A magyarországi diszkontláncok közül elsőként a Pennynek indult hűségprogramja, a PENNY Kártya program. Ezt 2009-ben vezették be. Ezzel különböző azonnali nyereményeket lehet nyerni, valamint heti szinten több termék akciósan megvásárolható az üzletekben. A Penny Market volt Magyarországon az első a jelenleg is üzemelő diszkontláncok között, amely újságot is árusított, emellett jelenleg is az egyetlen diszkontlánc, ahol gyógyszerek is kaphatóak.

## Termékkínálata
A Penny Market Magyarország legrégebb óta jelen levő hard discount üzletlánca. Ez azt jelenti, hogy számos termékkategóriában csak egy- vagy kétféle, saját márkás terméket tartanak, költséghatékonysági okokból. Megközelítőleg 2 000 terméket tart állandó kínálatában, ebből 800-at magyar cégek állítanak elő. Ezeket ugyanakkor folyamatosan kiegészítik szezonális termékekkel (például kötény, hajfesték, ventilátor), valamint számos alkalommal szezonálisan vezetnek be később állandóvá váló termékeket is. Viszonylag szélesebb termékkínálattal bír bizonyos kategóriákban (például a vegyi termékek területén), ugyanakkor több kategóriában is szűkített, saját márkás termékportfólióval rendelkezik (így például egyes élelmiszerek csoportjában).
Saját márkás termékei közül sokat magyar beszállító szállít be, amiket magyar nevekkel is jeleznek. A „Karát” például a drága kategóriájú hústermékeket (ebben például a Zimbo húsüzem a partnerük), a „Dárdás” a mindennapi jellegű húskészítményeket (például a Pick termékei kaphatóak), az „Aranykosár” a gabonaalapú termékeket jelzi. A „Sissy” termékcsalád főként magyar hátterű tejtermékeket (például az Alföldi tej és a forrói tejüzem neve merül fel partnerként), a „Wippy” papírtermékeket jelöl. „Gustoso” néven illetik ízesítő jellegű készítményeiket, például a mustárt. Több terméküket nemzetközileg is alkalmazott saját márkákkal látták el, ilyen például a „Gran Mare” vagy a „Selection”. Utóbbival a cég prémium kategóriás, egyedi jellegű termékeit jelöli.

### Saját márkás termékcsaládja
A Penny Market németországi anyacége 2014-ben folyamatosan elkezdte a korábbi saját márkák lecserélését és egységesítését, Penny néven. Így az alább összegyűjtött saját márkákat egy ideig párhuzamosan, majd később teljesen felváltja a cég saját nevével és új logójával ellátott termékcsaládja. Bizonyos termékek szezonális jellegűek.

## Terjeszkedési stratégiája
Talán a Penny Market – összehasonlítva más diszkontláncokkal – az, aminél a legnagyobb a zöldmezős beruházásban megvalósult üzletek aránya.[forrás?] Három üzlete bérlemény (a budapesti Garay téren, a Király utcában, valamint a József körúton), ezek egy piac épületében, valamint egy-egy lakóházban találhatóak. Jászárokszállási, záhonyi, valamint Nyíregyháza, Állomás téri üzletét a Profitól vették át. Ennek köszönhetően főként vidékre koncentrálódik hálózatuk, Budapest külső körútján belül összesen öt üzletük van, ezek a Garay téri, a József körúti, a Király utcai, a Könyves Kálmán körúti, valamint a Hős utcai. Vidéken jellemzően központi fekvéssel rendelkeznek, amelyeket régi lakóházak lebontásával húztak fel (pl. Makón, vagy Szentesen). Budapesti üzleteik üres telkekre épültek (pl. a Régi Fóti úton vagy a Kőrösi Csoma Sándor úton). Ez azt eredményezte, hogy Budapest számos belvárosi kerületében egyáltalán nincsenek üzleteik (pl. Budapest I. kerületében, II. kerületében, vagy V. kerületében).
A cég vezetése kiemelt hangsúlyt fektet a vidéki terjeszkedésre, véleményük szerint ott kevésbé telített a piac, és sok esetben nem telepedtek meg más külföldi láncok.